# Cynoglossum amplifolium
Espèce
Synonymes
- Cynoglossum amplifolium f. macrocarpum Brand[2]
- Cynoglossum bequaertii De Wild.[2]
- Cynoglossum longepetiolatum De Wild.[2]

Cynoglossum amplifolium est une espèce de plantes de la famille des Boraginaceae et du genre Cynoglossum selon la classification phylogénétique..

## Liste des variétés
Selon Catalogue of Life (5 septembre 2017) :
- variété Cynoglossum amplifolium var. subalpinum

Selon The Plant List (5 septembre 2017) :
- variété Cynoglossum amplifolium var. subalpinum (T.C.E.Fr.) Verdc.

Selon Tropicos (5 septembre 2017) (Attention liste brute contenant possiblement des synonymes) :
- variété Cynoglossum amplifolium var. amplifolium
- variété Cynoglossum amplifolium var. subalpinum (T.C.E. Fr.) Verdc.